# Út Tịch
Út Tịch (1920-1969) là một nữ Anh hùng lực lượng vũ trang nhân dân của Việt Nam. Cuộc đời bà đã được nhà văn Nguyễn Thi xây dựng thành nhân vật chính trong tác phẩm "Người mẹ cầm súng", được chuyển thể thành bộ phim "Mẹ vắng nhà" năm 1979.

## Thân thế
Bà tên thật là Nguyễn Thị Út, sinh ngày 19 tháng 4 năm 1920, nguyên quán tại làng Tích Thiện, tổng Thạnh Trị, quận Cầu Kè, tỉnh Cần Thơ (nay thuộc xã Tam ngãi, huyện Cầu kè, tỉnh Trà Vinh).
Cha của bà là ông Nguyễn Văn Xương, sinh năm 1899, người làng Tích Thiện. do gia đình nghèo, ông phải lưu lạc đến vùng Rạch Lá (nay thuộc xã Tam Ngãi, huyện Cầu Kè, tỉnh Trà Vinh), lập gia đình với bà Lê Thị Mười, sinh được 3 người con gái. Do hoàn cảnh nghèo khó, cả gia đình ông phải đi làm mướn, ở đợ cho một địa chủ trong vùng tên là Hàm Giỏi.
Bà là con thứ 3 và cũng là con út trong gia đình. Trong 3 chị em, bà được xem là có tính khí phản kháng nhất, nhiều lúc đánh trả lại với gia đình địa chủ.

## "Nó đánh mình, mình đánh nó!"
Cha mất sớm khi bà mới 13 tuổi. Cùng năm đó, được sự ủng hộ của các cán bộ Việt Minh, Út được nhà địa chủ cho phép chuộc thân và từ đó thoát được cuộc sống nô tỳ. Là người có tính khí mạnh mẽ, Út sớm chịu ảnh hưởng từ sự tuyên truyền về cuộc cách mạng của các cán bộ Việt Minh, từ đó tích cực ủng hộ những người Cộng sản cho đến mãi sau này.
Khi người Pháp tái chiếm Nam bộ, mở rộng trên toàn cõi Đông Dương, Út xung phong tham gia chiến đấu chống quân Pháp với câu nói nổi tiếng mà về sau được nhà văn Nguyễn Thi ghi lại "Nó đánh mình, mình đánh nó!". Nhưng do tuổi còn quá nhỏ nên đều bị từ chối. Tuy nhiên, Út hoạt động tích cực trên vai trò giao liên, liên lạc cho các cán bộ quân sự. Tháng 12 năm 1949, lực lượng Việt Minh mở Chiến dịch Cầu Kè, là chiến dịch công kích lớn đầu tiên trên chiến trường Nam Bộ, họ giao cho Út làm trinh sát, công tác giao liên của tổ chức Công an xung phong do ông Chín Luông chỉ huy. Tổ chức chịu trách nhiệm dõi, nắm vững tình hình quân Pháp, báo tin kịp thời với lực lượng quân sự địa phương và bộ đội chủ lực để hiệp đồng tác chiến (trận Rạch Cách, trận bót Bến Cát) gây nhiều tổn thất cho quân Pháp và lực lượng bổ sung trong chiến dịch này.
Sau khi lập gia đình với ông Lâm Văn Tịch, một chiến sĩ Việt Minh tại địa phương, bà vẫn tiếp tục hoạt động trong đội du kích địa phương. Bà đã tham gia tổng cộng 8 trận công đồn, gây nhiều thiệt hại cho quân địch.

## Sau năm 1954
Sau Hiệp định Genève, 1954, vợ chồng bà được phân công ở lại, không tập kết mà sống hợp pháp tại miền Nam. Lo ngại trước ảnh hưởng của những người Cộng sản, chính quyền của Tổng thống Ngô Đình Diệm đã cho thực thi Chính sách tố cộng và diệt cộng, nhắm đến những người kháng chiến cũ, trong đó có gia đình bà. Chồng bà và nhiều bạn chiến đấu cũ cũng bị bắt và chỉ được thả ra sau khi bà cùng nhiều phụ nữ khác gây áp lực với chính quyền. Tuy nhiên, để được yên ổn, gia đình bà tạm lánh về Cái Sách (hoặc Kế Sách - tỉnh Hậu Giang) làm ăn.
Vào cuối năm 1959, gia đình bà trở về Tam Ngãi. Sau Phong trào Đồng khởi, ông bà tham gia hoạt động quân sự của Mặt trận Dân tộc Giải phóng miền Nam Việt Nam. Dù phải chăm lo chuyện gia đình và con cái, nhưng bà vẫn tích cực tham gia hoạt động binh vận, du kích, tham gia đánh nhiều trận, tuyên truyền vận động nhiều binh lính bỏ ngũ. Năm 1964, bà được kết nạp vào Đảng Nhân dân cách mạng miền Nam. Năm 1965, bà được cử đi dự Đại hội anh hùng chiến sĩ thi đua lực lượng vũ trang toàn miền Nam và được bầu là nữ anh hùng lực lượng vũ trang giải phóng miền Nam, được Ủy ban Trung ương Mặt trận Dân tộc Giải phóng miền Nam Việt Nam tặng thưởng Huân chương Quân công Giải phóng hạng Nhì, với thành tích:
"Đã tham gia 23 trận lớn nhỏ (có 8 trận thời kháng chiến lần I)" góp phần quan trọng cùng đơn vị diệt và làm tan rã trên 200 giặc, thu 70 súng. Đồng chí là một chiến sĩ trinh sát dũng cảm và mưu trí, một chiến đấu viên ngoan cường, một chiến sĩ binh vận tài tình đã vận động phá vỡ nhiều binh sĩ địch, nhiều lần đưa bộ đội vào diệt bót lấy súng không tốn một viên đạn".
Sau năm 1965, bà được điều về Quân khu 9 công tác. Trong một trận rải thảm B52 của Không Lực Hoa Kỳ vào ngày 27 tháng 11 năm 1968 xuống vùng Tân Châu, Châu Đốc (nay thuộc tỉnh An Giang), bà và người con gái thứ 3 bị thương nặng và hy sinh sau đó.

## Vinh danh
Bà là tác giả câu nói nổi tiếng: "Còn cái lai quần cũng đánh".
Bà được Nhà nước Việt Nam tặng thưởng
- Huân chương Quân công Giải phóng hạng ba.
- Danh hiệu Anh hùng lực lượng vũ trang nhân dân vào ngày 05/5/1965.

Bà được nhà văn Nguyễn Thi xây dựng hình tượng nhân vật chính trong tác phẩm "Người mẹ cầm súng", về sau được dựng thành phim "Mẹ vắng nhà", do Nguyễn Khánh Dư làm đạo diễn, Nghệ sĩ Ưu tú Ngọc Thu thủ vai chính.
Bà được nhạc sĩ Phan Nhân sử dụng để sáng tác bài hát thiếu nhi "Em là con gái má Út Tịch".
Một con đường tại quận Tân Bình, Thành phố Hồ Chí Minh được đặt theo tên bà. Ngoài ra, dự án xây dựng Khu tưởng niệm nữ Anh hùng liệt sĩ Nguyễn Thị Út tại ấp Ngọc Hồ, xã Tam Ngãi, huyện Cầu Kè được khởi công vào tháng 11.2014 và được nghiệm thu, bàn giao vào tháng 1.2015. Khu tưởng niệm có tổng diện tích xây dựng trên 6.900 mét vuông, gồm các hạng mục: Nhà tưởng niệm, nhà trưng bày truyền thống, nhà hội thảo chiếu phim, nhà quản lý, nhà dừng chân, nhà dịch vụ lưu niệm, hệ thống giao thông, hàng rào, vỉa hè, cùng một số công trình phụ trợ, với tổng kinh phí xây dựng trên 35 tỷ 780 triệu đồng do Sở Văn hóa Thể thao và Du lịch tỉnh Trà Vinh làm chủ đầu tư.

## Đời tư
Đầu năm 1950, bà lập gia đình với ông Lâm Văn Tịch (người Việt gốc Khmer) cũng là chiến sĩ trong lực lượng Việt Minh địa phương. Từ đó bà mang tên Út Tịch ghép từ tên của bà và của chồng. Ông Tịch hy sinh ngày 14 tháng 5 năm 1974 và được nhà nước Việt Nam truy tặng danh hiệu Liệt sĩ.
Ông bà có với nhau 9 người con. Người con đầu mất sớm chưa kịp đặt tên:
1. Lâm Thị Bé (nữ, 1953), còn gọi là Bé Ba.
2. Lâm Thị Thanh (nữ), còn gọi là Lâm Thị Mỹ Thanh
3. Lâm Thị Thơ (nữ),(có sách còn ghi lại là Lâm Thị Mỹ Tho) chết cùng với mẹ trong trận bom ngày 27 tháng 11 năm 1968.
4. Lâm Thị Kim Anh (nữ, 1959)
5. Lâm Văn Hiển (nam, 1961), còn gọi là Bảy Hiển
6. Lâm Văn Hùng (nam, 1964), còn gọi là Lâm Thanh Hùng
7. Lâm Thị Đồng Xuân (nữ, 1965)
8. Lâm Thị Hồng (1968), còn gọi là Lâm Thị Xuân Hồng, ra đời trước khi mẹ chết chỉ 14 ngày.

Sau năm 1975, các con của ông bà đã quy tập mộ cha mẹ về quê nhà tại Tam Ngãi.